# Кленч
Кленч (пол. Klęcz) — село в Польщі, у гміні Відава Ласького повіту Лодзинського воєводства.
Населення — 74 особи (2011).
У 1975—1998 роках село належало до Серадзького воєводства.

## Демографія
Демографічна структура станом на 31 березня 2011 року:
|          | Загалом | Допрацездатний вік | Працездатний вік | Постпрацездатний вік |
| -------- | ------- | ------------------ | ---------------- | -------------------- |
| Чоловіки | 42      | 7                  | 27               | 8                    |
| Жінки    | 32      | 7                  | 18               | 7                    |
| Разом    | 74      | 14                 | 45               | 15                   |